# Fabián Villalabeitia
Fabián Villalabeitia Copena, (Ferrol, La Coruña, 15 de septiembre de 1947) es un político español, perteneciente al CDS. 

## Carrera política
Entró como militante de Juventudes de la UCD en Guipúzcoa. Militante del CDS en Guipúzcoa, en el año 1986 fue nombrado secretario provincial del Partido en Guipúzcoa y reorganizó el CDS en esa provincia.
Fue presidente provincial de Guipúzcoa, y desempeñando este cargo fue elegido concejal del Ayuntamiento de Irún, tomó posesión el 28 de marzo de 1990, siendo asimismo portavoz del CDS en dicho consistorio. Colaboró en todas las áreas del mismo, siendo experto en Política Municipal. En su hacer y de su despacho nació la Moción 28N, a favor de las Aduanas.
Colaborador del presidente Adolfo Suárez. Miembro del Comité Presidente Federal del País Vasco. Colaboró en los programas de RNE. con el desaparecido Gregorio Ordóñez en San Sebastián, compartiendo una buena amistad con él.
El 21 de octubre de 1991 recibió al presidente del CDS Adolfo Suárez en el Ayuntamiento de Irún y sería la última visita del presidente del CDS, antes de abandonar la política.
Al trasladarse a Galicia en el año 1998, reorganizó el CDS en Galicia que estaba bajo mínimos, sin organización y sin dirigentes. En ese mismo año fue elegido en el X Congreso de Galicia, Presidente Federal de Galicia, miembro del Comité Nacional y Secretario de Organización Nacional.
En las últimas elecciones municipales fue candidato n.° 1 para alcalde por La Coruña. Candidato n.° 1 en las Elecciones Europeas y asimismo fue candidato a la presidencia de la Junta de Galicia encabezando las listas por la provincia de La Coruña, siendo el candidato más votado del CDS en Galicia en las tres últimas elecciones.
También es el secretario general del sindicato TITU de la CTNE y su portavoz nacional.
- Datos: Q5854305